# Unterstützungstechnologie
Unterstützungstechnologie befasst sich primär mit Hilfsmitteln für Menschen mit Behinderungen. Hierunter werden dabei nicht nur speziell angefertigte oder angepasste Hilfsmittel bezeichnet wie zum Beispiel Rollstühle, Lifter, Alltagshilfen, sondern Unterstützungstechnologie berücksichtigt auch Möglichkeiten der Anpassung (engl.: adaptability) und Zugänglichkeit/Barrierefreiheit (engl.: accessibility) von herkömmlichen Produkten mit universellem Design speziell für Menschen mit Behinderungen.

## Begriff
Der Begriff Unterstützungstechnologie ist der Versuch einer Übersetzung des englischen Begriffs assistive technology (AT).
Der eingedeutschte Begriff assistive Technologie (AT) wird insbesondere im IT-Bereich rund um das Thema Barrierefreiheit häufig als Sammelbegriff für unterstützende Computertechnologien wie Screenreader, Spracheingaben, Vergrößerungssoftware, Bildschirmtastatur und ähnliche verwendet.
Im österreichischen Sprachraum wird der Begriff assistierende Technologien verwendet.
Rehabilitationstechnologie ist ein weiteres, ebenfalls gebräuchliches Synonym.
Im Sozial- und Gesundheitswesen wird der englische Ausdruck „assistive technology“ in Anlehnung an das deutsche Hilfsmittelverzeichnis der Gesetzlichen Krankenversicherung teilweise auch allgemein als technische Hilfsmittel übersetzt (s. Hilfsmittel (Rehabilitation)).
Das englische assistive technology als Oberbegriff ist allerdings etwas weiter gefasst und schließt auch die Prozesse um Auswahl, Versorgung und Anwendung von technischen Hilfsmitteln für Menschen mit Behinderung ein. Eine korrektere Übersetzung müsste daher eher lauten: unterstützende Technologien und mit diesen verbundene Prozesse in der Rehabilitation.

## Unterstützende Computertechnologien
- Assistive Technology Products bei Microsoft
- Macintosh Products Guide | Assistive Technology bei Apple
- REHADAT – Informationssystem zur beruflichen Rehabilitation mit Listung der Hilfsmittel nach Hilfsmittelverzeichnis der GKV und nach DIN/ISO 9999
- barrierefrei-kommunizieren – Herstellerunabhängige Produktdatenbank zu unterstützenden Computertechnologien für Menschen mit Behinderungen
- Informationspool Computerhilfsmittel für Blinde und Sehbehinderte (INCOBS)
- Forschung und Lehre in Österreich am Institut Integriert studieren unter der Leitung von Klaus Miesenberger